# Ono Ranzan
Ono Ranzan (小野 蘭山?  Kioto, 13 de septiembre de 1729 - 5 de abril de 1810) fue un botánico y herbólogo japonés conocido como el "Linneo de Japón".

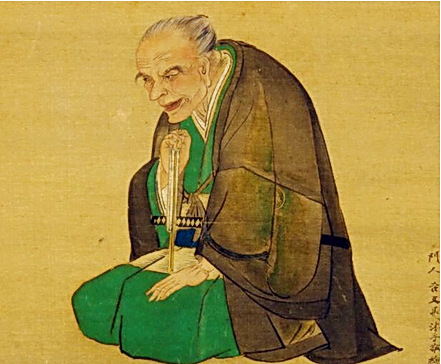
Ono por Tani Bunchō, 1809

Nacido en el seno de una familia pudiente, pudo estudiar y en 1754 abrió una escuela de farmacología botánica (farmacognosia) que disfrutó de bastante éxito con cientos de estudiantes matriculados, uno de ellos Kimura Kenkadō. 
En 1799, le dieron un puesto en Seijūkan, la major escuela médica del período Edo.
Aquí, entre otras cosas, tradujo al japonés el herbolario Cruydeboeck de Rembert Dodoens y estudió tanto la medicina tradicional china como la occidental. En los primeros años del siglo XIX viajó a lo largo de Japón recogiendo información sobre remedios botánicos, que más tarde serían el tema principal de su más importante texto Honzō Kōmoku Keimō (本草綱目啓蒙?   "Compendio dictado de material médica") de 1803.
Ono nunca se casó, pero tuvo un hijo con una de sus sirvientas, y su obra la continuaría su nieto Ono Motoyoshi.
Tras su muerte en 1810 fue enterrado en Asakusa; aunque parte de sus restos se llevaron a Nerima en 1927 tras el Gran terremoto de Kantō. Ranzania japonica lleva su nombre en su honor.
Algunas de las obras de Ranzan han sido traducidas por el botánico francés Pierre Savatier.